# Свјетски бошњачки конгрес
Свјетски бошњачки конгрес (СБК; енгл. World Bosniak Congress, WBC) бошњачка је организација основана 29. децембра 2012. године.
Организацију су основали Ферид Мухић, предсједник Бошњачке академије наука и умјетности, Мустафа Церић, бивши реис-ул-улема Исламске заједнице у Босни и Херцеговини, и Мухамед Филиповић, бошњачки академик. Конгрес има значајну подршку међу бошњачким становништвом у српско-црногорској пограничној области Санџаку.
Циљеви организације су залагање за очување јединства и потврђивање бошњачког националног идентитета, заштита бошњачких интереса и залагање за континуитет у развоју вјерског, духовног, културног и друштвеног насљеђа Бошњака.
СБК се залаже за реорганизацију Босне и Херцеговине као грађанске државе, као и стварање босанске нације. Својим дјеловањем жели да изједначи по значењу демоним Боснанац (арх. Бошњанин) и етноним Бошњак.